# Sabor (fiume)
Il fiume Sabor è un fiume della penisola iberica affluente del Douro in territorio portoghese.

## Corso del fiume
Nasce nella Sierra de Gamoneda, pendici meridionali dei Montes de León, nella provincia di Zamora (Castiglia e León – Spagna). Entra in Portogallo attraversando la Serra de Montesinho nel distretto di Bragança e sfocia nel fiume Douro in prossimità di Torre de Moncorvo.

## Diga del basso Sabor
Nel 2008 la società Energias de Portugal ha iniziato a costruire una grande diga per la produzione di energia elettrica a Torre de Moncorvo. L'iniziativa ha suscitato la forte opposizione di associazioni regionali e gruppi ambientalisti. La conclusione dei lavori è prevista nel 2013 e la relativa produzione di energia elettrica a dicembre 2014.

## Affluenti principali
- Fiume Manzanas/Maçãs
- Fiume Angueira
- Fiume Fervença
- Fiume Azibo